# استیون لانگ (بازیگر)
استیون لانگ (به انگلیسی: Stephen Lang) بازیگرآمریکایی و متولد ۱۱ ژوئیه ۱۹۵۲ است.
از فیلم‌های معروف او می‌توان به فیلم آواتار، نفس نکش، توطئه سایه، نفس نکش ۲، پروژه ایکس، روز هفتم، گروگان، قصه بلند، نیاگارا، نیاگارا و موتورهای فانی اشاره کرد. و فیلم پیرمرد(old man) از کارهای اخیر او محصول ۲۰۲۲ است.